# Košarka na OI 2024.
Košarkaška natjecanja na Ljetnim olimpijskim igrama u Parizu 2024., održala su se od 27. srpnja do 11. kolovoza 2024. Košarkaške utakmice po skupinama odigrale su se na stadionu Pierre Mauroy u Lilleu, a finalna faza u Accor Areni u Parizu. Zadržavši svoje mjesto u programu, natjecanja košarci 3x3 igrala su se na Place de la Concorde.

## Sustav natjecanja
U muškoj i ženskoj konkurenciji sudjelovalo je ukupno 12 reprezentacija raspoređenih u tri skupine po četiri momčadi. Dvije najbolje plasirane reprezentacije iz svake skupine nastavile su natjecanje u četvrtfinalu. Dvije najbolje trećeplasirane momčadi išle su u četvrtfinale, a jedna, najlošija trećeplasirana reprezentacija, ispala je kao i sve četvrtoplasirane momčadi.
U natjecanju u košarci 3x3 sudjelovalo je osam momčadi, a primjenjivao se Bergerov sustav. Prvoplasirane i drugoplasirane ekipe u skupini izravno su se kvalificirale u polufinale. Ekipe plasirane od trećeg do šestog mjesta sudjelule su u doigravanju. Nakon toga došao jestandardni eliminacijski (nokaut) sustav.

## Raspored
| Datum        | Sub 27 | Ned 28 | Pon 29 | Uto 30 | Sri 31 | Čet 1 | Pet 2 | Sub 3 | Sub 3 | Ned 4 | Ned 4 | Pon 5 | Pon 5 | Pon 5 | Uto 6 | Sri 7 | Čet 8 | Pet 9 | Sub 10 | Sub 10 | Ned 11 | Ned 11 |
| ------------ | ------ | ------ | ------ | ------ | ------ | ----- | ----- | ----- | ----- | ----- | ----- | ----- | ----- | ----- | ----- | ----- | ----- | ----- | ------ | ------ | ------ | ------ |
| Muškarci     | G      | G      |        | G      | G      |       | G     | G     | G     |       |       |       |       |       | ¼     |       | ½     |       | B      | F      |        |        |
| Žene         |        | G      | G      |        | G      | G     |       | G     | G     | G     | G     |       |       |       |       | ¼     |       | ½     |        |        | B      | F      |
| Muškarci 3x3 |        |        |        | G      | G      | G     | G     |       |       | G     | ¼     | ½     | B     | F     |       |       |       |       |        |        |        |        |
| Žene 3x3     |        |        |        | G      | G      | G     | G     | G     | ¼     |       |       | ½     | B     | F     |       |       |       |       |        |        |        |        |